# Helena West Side
Helena West Side – jednostka osadnicza w Stanach Zjednoczonych, w stanie Montana, w hrabstwie Lewis and Clark.